# Eriostepta bacchans
Eriostepta bacchans là một loài bướm đêm thuộc phân họ Arctiinae, họ Erebidae.